# داني بيدار
داني بيدار (بالإنجليزية: Dany Bédar)‏  هو مغني كندي بدأ مسيرته الفنية عام 1993.

## روابط خارجية
- داني بيدار على موقع ميوزك برينز (الإنجليزية)
- داني بيدار على موقع ديسكوغز (الإنجليزية)